# Prenoxdiazine
Prenoxdiazine (được bán trên thị trường là Libexin) là thuốc giảm ho. Nó hoạt động ngoại vi bằng cách giải mẫn cảm các thụ thể căng phổi. Do đó, giảm các cơn ho xuất phát từ phổi. Prenoxdiazine được chỉ định trong ho có nguồn gốc phế quản.